# Nikolaï Artamonov
Pour les articles homonymes, voir Artamonov.
Nikolaï N. Artamonov (1906-1965) était un ingénieur soviétique spécialiste des fusées. Un cratère lunaire porte aujourd'hui son nom.